# Три сантима Дюпре
Три сантима Дюпре (фр. Trois centimes Dupré) — французская монета, равная 3⁄100 французского франка, выпускавшаяся в 1795—1796 годах. Единственная монета этого номинала, выпускавшаяся во Франции. Дизайн монеты разработал Огюстен Дюпре.
Год чеканки на монетах обозначен годом республиканского календаря (4 и 5 год), монетный двор — Париж, обозначение двора — A.
В настоящее время известно всего три экземпляра этой монеты, два из них принадлежат Парижскому монетному двору. Сколько монет было выпущено в обращение — неизвестно.